# 님바산 엄정 자연보존지역

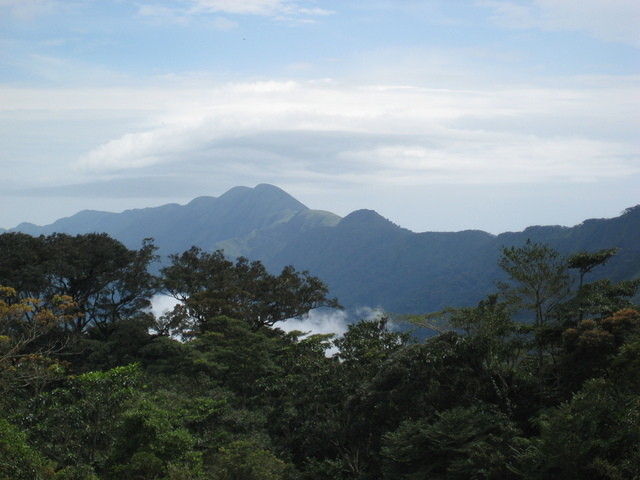

님바산 엄정 자연보존지역(프랑스어: Réserve naturelle intégrale du Mont Nimba)은 기니와 코트디부아르에 위치한 보호지역이자 유네스코 세계유산으로 총 면적이 175.4km2(43,300에이커)에 달한다. 기니는 125.4km2(31,000에이커), 코트디부아르는 50km2(12,000에이커)이다. 보호구역은 많은 수의 단일 지역 고유종을 포함하여 비정상적으로 풍부한 동식물이 있는 지리적으로 독특한 지역인 님바산맥의 상당 부분을 차지하고 있다. 가장 높은 봉우리는 1,752m(5,750피트)의 리처드 몰라드 산(Mount Richard-Molard)으로 양국의 최고봉이다.

## 역사
엄정 자연보호지역은 코트디부아르에서는 1943년 명령 번호 4 SE/F에 의해 설립되었고, 기니에서는 1944년 법령에 따라 설립되었다. 기니 지역쪽은 1980년에 생물권보전지역으로 승인되었다. 뛰어난 생물다양성과 열대 서식지의 독특한 모자이크로 인해 두 보호지역이 합쳐져 1981년(기니)와 1982년(코트디부아르)에 하나의 세계문화유산으로 지정되었다. 가장 취약한 산악지대에서 광산을 위한 철광석 탐사가 1992년에 시작되었으며, 그 이후 보호구역은 위험에 처한 세계문화유산으로 등재되었다. 보호 개선을 위해 기니 공원 재단(Guinean Parks Foundation)이 보존 관리 센터를 건설하고 있다. 이 프로젝트는 2016년 기니 정부와 CEGENS의 승인을 받았다.

## 지리
님바 산맥(Nimba Range)은 북동-남서 방향으로 약 40km 길이로 뻗어 있는 좁은 능선이다. 기니 고원 남부의 일부를 형성한다. 가장 높은 봉우리는 1,752m(5,750피트)의 리처드 몰라드 산(Mount Richard-Molard)이다. 약 50개의 샘(Cavaly, Cestos, Sassandra 강의 발원지를 포함)이 있다. 최고 품질의 철광석 채굴은 독특한 지형과 야생동물에 큰 위협이 된다.

## 기후
님바 산맥은 적도 이하 산지 기후에 속한다. 온도는 고도에 따라 크게 변하며, 주간 최고 기온은 24 °C~33 °C이고, 야간 최저 기온은 10 °C 미만으로 떨어질 수 있다. 보호구역의 일부 지역은 높은 능선의 비 그림자 효과로 인해 강수량이 상당히 적다. 일반적으로 남쪽 경사면은 사하라 사막에서 불어오는 건조한 하르마탄 바람의 영향을 받는 풍하측 북쪽 경사면보다 더 습하다. 님바 산맥과 보호구역은 미기후적(microclimatic) 다양성이 매우 뛰어난다.